# 임예진
임예진(한국 한자: 林藝眞, 본명: 임기희, 한국 한자: 林琪熙, 1960년 1월 24일 ~ )은 대한민국의 배우이다.

## 학력
- 무학여자중학교 (졸업)
- 무학여자고등학교 (졸업)
- 동국대학교 연극영화학과 학사 (졸업)

## 생애

### 데뷔
중학시절, '여학생'이라는 유명 학생잡지 모델로 데뷔하였다. 1974년 김기영의 불교영화 《파계》에서 어린 비구니 역할로 삭발과 전라노출을 감행하며 연예계에 전격 데뷔하였다.

### 1970년대 하이틴 영화 붐의 중심
당시 1970년대는 검열과 가위질, 금지곡으로 대변되는 대중문화 암흑기였고 10대들이 서서히 영화, 음악테이프 등을 소비하기 시작하면서 대중문화의 주요한 소비층으로 떠오르기 시작한 시기이기도 하다. 이러한 시대적 배경과 대중문화 시장의 세력판도 변화로 인해 1970년대에는 고교생을 주인공으로 전면에 내세운 고교생 영화가 흥행을 주도하기 시작하였다. 임예진은 앳되고 순수한 외모로 여학생이 등장하는 학원물 드라마·영화의 여주인공은 독점하다시피했고 10대 학생들의 전폭적인 환호로 출연작품마다 흥행 대박 행진을 이어가며 '임예진 신드롬'을 일으켰다.

### 특급 아이돌 스타로 승승장구
1975년 김응천 감독의 《여고 졸업반》에서 선생님을 사랑하는 여고생으로 출연하였고 그 해 대종상영화제에서 신인장려상을 수상받았다. 이어 1976년 열차로 통학하는 청소년들의 사랑과 우정을 그린 《진짜 진짜 잊지마》에서, 청순한 여고생 주인공으로 이덕화와 열연해 함께 스타덤에 올랐다. 8만여 명의 관객이 극장을 찾아 관객 수 2위를 차지하는 엄청난 대성공으로 《진짜 진짜 미안해》, 《진짜 진짜 좋아해》등 영화 ‘진짜진짜’ 시리즈를 성공시켜 검열 심한 유신체제 아래 TV보급 확산으로 침체기에 빠져있던 영화계에 단비를 내려주는 동시에 최고의 하이틴스타로 입지를 굳혔다. '진짜진짜 시리즈'의 성공으로 《정말 꿈이 있다구》, 《소녀의 기도》, 《이런 마음 처음이야》, 《아무도 모를꺼야》 등 소녀취향 물씬 풍기는 제목의 임예진 주연 하이틴영화들이 쏟아져 나왔다.

### 하이틴 스타의 뒤안
1977년 이후 엇비슷한 하이틴 영화가 반복되고, 하이틴장르가 우수영화 선정에서 제외되면서 하이틴 영화의 제작과 인기가 시들해지자, 임예진도 성인 연기자로 변신을 모색한다. 1978년 대학생이 된 뒤, 다음 해 개봉한 작품이자 신성일과 함께 주연한 영화 《땅콩 껍질 속의 연가》에서 이미지 변신을 위해 본격적인 성인연기를 펼쳤으나 황색 저널리즘의 자극적인 여론몰이와 깨끗한 소녀 이미지만을 요구하던 대중들의 질타에 상처를 입고 1980년 이후 영화계를 떠나게 된다. 이후, 한동안 공백기를 가지다 TV와 라디오 등 다른 매체로 옮겨 활동을 하였다. 하이틴 이미지가 너무 강해서 성인 배우로 도약하는데 있어 어려움을 겪었고 1980년대 초부터 중반까지 배우로서 슬럼프를 겪었다. 1980년 MBC 드라마 《알뜰 가족》을 찍었을때는 유인촌의 아내 역으로 출연한 것에 대해 사람들이 '집나온 여고생을 신부로 앉히면 어떡하냐'며 방송사를 세차게 비난하였고 결국 드라마는 조기종영되고 말았다.

### 작가 김수현과의 인연
작가 김수현이 집필한 드라마에 수차례 출연하여 소위 '김수현 사단'의 일원이라 할만큼 연이 깊다. 출연한 드라마로는 1981년 MBC 《사랑합시다》, 1982년 MBC 《어제 그리고 내일》, 1984년 MBC 《사랑과 진실》, 1987년 MBC 《사랑과 야망》, 1994년 SBS 《작별》, 2012년 JTBC 《무자식 상팔자》가 있다. 1994년 SBS 《작별》 출연 당시 임예진이 맡은 역할은 파리에서 우연히 만난 대학병원 의사 신욱(한진희)과 하룻밤 불륜을 맺은 뒤, 그가 서울에 돌아와 자신을 외면하자 가택침입 등 엽기적인 방법으로 그와 그의 가족을 협박하는 정신이상자 '송춘희'로 기존 임예진의 이미지에 완전히 반하는 파격적인 악역이었다. 특히 '식칼 난동'장면은 지존파 사건으로 사회전체가 충격에 빠져있는 가운데 과도한 폭력장면을 내보냈다며 방송심의위원회와 시청자들의 공분을 샀다. 2010년 KBS2 예능프로그램 《해피투게더》에서 처음으로 도전한 악역인데 연기력이 부족해서 SBS 드라마 《작별》에서 중도하차를 통보받았다고 고백한 일화가 있다.

### 버라이어티 스타로 제2의 전성기
30세이던 1989년, '평범한 샐러리맨과 결혼해 친구들 중 제일 먼저 학부모가 되는 게 꿈’이었다는 바람대로 자신이 만날 수 있는 유일한 샐러리맨이었다는 방송국 PD(MBC 드라마제작국 PD 최창욱)와 결혼하였다. 교제 당시에는 임예진이 출연한 어린이 프로의 조연출이었다고 한다. 2000년대 후반부터는 MBC 《세바퀴》등의 예능에서 친근하고 코믹한 푼수 아줌마 캐릭터로 활약하기도 했다. 마릴린 먼로를 시작으로 투애니원의 산다라 박, 브라운아이드걸스의 나르샤, 세일러문, 김연아 등 망가짐을 불사하는 파격적인 패러디로 시청자들에게 큰 웃음을 선사하였고, 2009년 MBC 방송연예대상 버라이어티 부문 우수상을 차지하였다. 2018년 후반기에 방송을 시작한 KBS2 TV 주말드라마《하나뿐인 내편》에서 또 한번 악역을 맡았다.

## 연기 활동

### 드라마
- 1975년 TBC 일일연속극 《옥피리》
- 1975년 MBC 일일연속극 《귀로》
- 1976년 MBC 어린이연속극 《철이의 모험》
- 1976년 MBC 어린이연속극 《달려라 삼총사》
- 1977년 MBC 청소년드라마 《제3교실》
- 1977년 MBC 화요연속극 《봄처녀 오셨네》 ... 복례 역
- 1978년 MBC 일일연속극 《남풍》 ... 꽃례 역
- 1978년 MBC 어린이연속극 《X 수색대》
- 1978년 MBC 어린이연속극 《범바윗골의 비밀》
- 1978년 MBC 캠페인연속극 《알뜰가족》
- 1979년 MBC 일일연속극 《하얀 민들레》
- 1979년 MBC 주말연속극 《산이 되고 강이 되고》
- 1980년 MBC 일일연속사극 《안국동 아씨》 ... 화완옹주 역
- 1981년 MBC 금요드라마 《한강》
- 1981년 MBC 일일연속극 《사랑합시다》
- 1982년 MBC 일일연속극 《어제 그리고 내일》
- 1982년 MBC 일일연속극 《친구야 친구》
- 1983년 MBC 수목드라마 《겨울 해바라기》
- 1984년 MBC 주말연속극 《사랑과 진실》 ... 김영란 역
- 1986년 MBC 수목드라마 《첫사랑》
- 1987년 MBC 주말연속극 《사랑과 야망》 ... 박선희 역
- 1988년 MBC 어린이드라마 《또래와 뚜리》
- 1989년 MBC 주말연속극 《유산》
- 1989년 KBS2 아침드라마 《일출》
- 1990년 MBC 어린이드라마 《꼴찌 수색대》
- 1990년 KBS2 미니시리즈 《빙점》
- 1991년 KBS1 일일연속극 《옛날의 금잔디》 ... 윤영신 역
- 1992년 KBS2 아침드라마 《비 오는 날 오후》 ... 양지 엄마 역
- 1992년 KBS1 단막극 《KBS 드라마 극본 공모 입상작 - 모차르트가 된 청소부》 ... 순애 역
- 1993년 SBS 주간시트콤 《오박사네 사람들》 ... 오지명의 동생, 예진 역
- 1993년 MBC 미니시리즈 《산바람》
- 1994년 SBS 월화드라마 《작별》 ... 송춘희 역
- 1994년~1997년 MBC 일요아침드라마 《짝》 ... 필순 역
- 1995년 MBC 주말연속극 《사랑과 결혼》
- 1995년 MBC 단막극 《MBC 베스트극장 - 달수의 재판》 ... 달수 처 역
- 1995년 MBC 단막극 《MBC 베스트극장 - 달수의 집짓기》 ... 달수 처 역
- 1996년 KBS2 일일연속극 《며느리 삼국지》 ... 한국 며느리 역
- 1996년 MBC 단막극 《MBC 베스트극장 - 달수 아들 학교 가다》 ... 달수 처 역
- 1996년 MBC 단막극 《MBC 베스트극장 - 달수의 차, 차, 차》 ... 달수 처 역
- 1996년 MBC 단막극 《MBC 베스트극장 - 황금빛 정원》
- 1997년 SBS 일일시트콤 《OK목장》 ... 예진 역
- 1997년 MBC 단막극 《MBC 베스트극장 - 달수, 효도법 어기다》 ... 달수 처 역
- 1997년 MBC 단막극 《MBC 베스트극장 - 달수의 홀로 아리랑》 ... 달수 처 역
- 1998년 EBS 신년특집극 《사랑한다는 것은》
- 1998년 MBC 일일연속극 《보고 또 보고》 ... 박봉희 역
- 1998년 KBS2 미니시리즈 《짝사랑》
- 1999년 MBC 단막극 《MBC 베스트극장 - 달수, 부메랑을 맞다》 ... 달수 처 역
- 2000년 SBS 주간시트콤 《LA아리랑》
- 2001년 KBS2 주말연속극 《푸른 안개》
- 2001년 SBS 주말극장 《화려한 시절》 ... 연실 모 역
- 2002년 SBS 드라마스페셜 《정》 ... 용자 역
- 2002년 MBC 단막극 《MBC 베스트극장 - 달려라 장 부장》
- 2003년 MBC 단막극 《MBC 베스트극장 - Do 야 love me?》
- 2004년 MBC 일요아침드라마 《물꽃마을 사람들》 ... 유태희 역
- 2004년 KBS2 미니시리즈 《풀하우스》 ... 영재의 소속사 대표 역
- 2004년 MBC 미니시리즈 《아일랜드》 ... 권병란 역
- 2004년 MBC 단막극 《MBC 베스트극장 - 달수 아들 과외하다》 ... 달수 처 역
- 2005년 SBS 금요드라마 《사랑공감》 ... 박소영 역
- 2005년 MBC 단막극 《MBC 베스트극장 - 달수, 성매매특별법에 걸리다》 ... 달수 처 역
- 2006년 MBC 미니시리즈 《궁》 ... 채경엄마 역
- 2006년 MBC 미니시리즈 《넌 어느 별에서 왔니》 ... 김순옥 역
- 2006년 MBC 단막극 《MBC 베스트극장 - 동네 한바퀴》 ... 해분 역
- 2007년 MBC 주말연속극 《겨울새》 ... 정은숙 역
- 2007년 MBC 《뉴하트》 ... 남준희 역
- 2008년 CGV 미니시리즈 《리틀맘 스캔들》 ... 혜정 모 역
- 2008년 MBC 미니시리즈 《대한민국 변호사》 ... 오옥희 역
- 2008년 CGV 미니시리즈 《리틀맘 스캔들》... 혜정 모 역
- 2008년 CGV 미니시리즈 《리틀맘 스캔들 2》 ... 혜정 모 역
- 2009년 KBS2 미니시리즈 《꽃보다 남자》 ... 금잔디 모, 나공주 역
- 2009년 KBS2 일일연속극 《집으로 가는 길》 ... 유용선 역
- 2009년 MBC 대하드라마 《선덕여왕》 ... 만명부인 역
- 2009년 MBC 일일연속극 《살맛 납니다》 ... 구점순 역
- 2010년 SBS 특별기획 《인생은 아름다워》 ... 지혜 고모 역
- 2010년 SBS 주말극장 《웃어요, 엄마》 ... 강서풍 역
- 2010년 SBS 아침드라마 《여자를 몰라》 ... 장금숙 역
- 2011년 MBC 미니시리즈 《마이 프린세스》 ... 김다복 역
- 2011년 KBS2 아침드라마 《두근두근 달콤》 ... 이옥순 역
- 2011년 MBC 일일연속극 《불굴의 며느리》 ... 김금실 역
- 2012년 채널A 주말연속극 《불후의 명작》 ... 강산해 역
- 2012년 JTBC 주말연속극 《무자식 상팔자》 ... 지유정 역
- 2013년 MBC 미니시리즈 《7급 공무원》 ... 길로 모, 고수자 역
- 2013년 MBC 일일연속극 《오로라 공주》 ... 왕여옥 역
- 2013년 MBC 미니시리즈 《미스코리아》 ... 고봉희 역
- 2014년 JTBC 미니시리즈 《우리가 사랑할 수 있을까》 ... 지현 시어머니 역
- 2014년 tvN 금토드라마 《연애 말고 결혼》 ... 나소녀 역
- 2014년 MBC 주말연속극 《장미빛 연인들》 ... 소금자 역
- 2015년 MBC 일일연속극 《불굴의 차여사》 ... 황금실 역
- 2015년 KBS2 금토드라마 《프로듀사》 ... 박봉순 역
- 2015년 MBC 특집드라마 《퐁당퐁당 Love》 ... 단비의 어머니 / 원경왕후 역
- 2016년 SBS 주말드라마 《그래, 그런거야》 ... 이태희 역
- 2017년 MBC 미니시리즈 《자체발광 오피스》 ... 호원 모 역
- 2017년 tvN 월화드라마 《그녀는 거짓말을 너무 사랑해》 ... 김순희 역
- 2017년 KBS2 금토드라마 《최고의 한방》 ... 캐시 역
- 2017년 tvN 토일드라마 《화유기》 ... 방물장수 역 (특별출연)
- 2018년 MBN 설특집드라마 《철수씨와 02》 ... 이영희 역
- 2018년 KBS2 주말연속극 《하나뿐인 내편》 ... 소양자 역
- 2020년 채널A 금토드라마 《거짓말의 거짓말》 ... 황효순 역
- 2020년 KBS2 주말드라마 《오! 삼광빌라!》 ... 최영숙 역 (특별출연)
- 2021년 KBS2 주말드라마 《신사와 아가씨》 ... 장미숙 역
- 2024년 KBS2 주말드라마 《미녀와 순정남》... 소금자 역

### 영화
주연
- 1974년 《파계》
- 1975년 《여고 졸업반》 ... 유시내 역
- 1975년 《빨간 구두》
- 1976년 《진짜 진짜 잊지마》 ... 정아 역
- 1976년 《푸른 교실》 ... 영애 역
- 1976년 《정말 꿈이 있다구》 ... 희숙 역
- 1976년 《성난 능금》 ... 청 역
- 1976년 《소녀의 기도》 ... 정희 역
- 1976년 《너무 너무 좋은 거야》 ... 선희 역
- 1976년 《이런 마음 처음이야》
- 1976년 《진짜 진짜 미안해》 ... 정아 역
- 1977년 《첫눈이 내릴 때》 ... 혜영 역
- 1977년 《선생님 안녕》 ... 정희 역
- 1977년 《이 다음에 우리는》 ... 예원 역
- 1977년 《아무도 모를꺼야》 ... 은아 역
- 1977년 《쌍무지개 뜨는 언덕》 ... 은주/영란 역(1인 2역)
- 1977년 《우리들 세계》 ... 보라 역
- 1978년 《진짜 진짜 좋아해》 ... 지영 역
- 1978년 《불》 ... 순이 역
- 1979년 《맨발의 청춘 77》 ... 혜미 역
- 1979년 《땅콩 껍질 속의 연가》 ... 주리 역
- 1988년 《사랑의 낙서》 ... 희정 역
- 1998년 《햇빛 자르는 아이》

조연
- 1978년 《고교 명랑교실》 (특별출연)
- 1980년 《바람불어 좋은 날》 ... 춘순 역
- 2003년 《클래식》 ... 매점 언니 역(특별출연)
- 2004년 《내 여자친구를 소개합니다》 ... 민원실 여경 역(특별출연)
- 2006년 《썬데이 서울》 ... 대학가요제 MC 역(특별출연)
- 2006년 《다세포 소녀》 ... 가난소녀 엄마 역
- 2007년 《용의주도 미스신》 ... 미수 모 역(특별출연)
- 2008년 《무림여대생》 ... 혜인 역
- 2010년 《비밀애》 ... 연이 모 역
- 2016년 《시간이탈자》 ... 미성고 교감 역(특별출연)
- 2017년 《비정규직 특수요원》 ... 영실 모 역(특별출연)
- 2019년 《어쩌다, 결혼》 ... 해주 모 역

### 뮤지컬
- 2010년 뮤지컬 《진짜 진짜 좋아해》 ... 신장미 역

## 연기 외 활동

### 텔레비전 프로그램
- 1978년~1979년, 1981년 《MBC 대학가요제》 ... MC
- 1981년~1982년 MBC 《영11》 ... MC
- 1995년 GTV 《우리 엄마 최고》 ... MC
- 2004년~2007년 KBS2 《비타민》
- 2006년~2007년 MBC 《이재용 임예진 기분 좋은 날》
- 2005년~2007년 SBS 《진실게임》
- 2008년 SBS 《오아시스》
- 2008년~2010년 MBC 《세바퀴》 ... 패널
- 2009년 MBC 《일요일 일요일 밤에 - 패러디 극장》〈내조의 여왕의 유산의 유혹〉 ... 민소희 역
- 2017년 MBC 《미스터리 음악쇼 복면가왕》 - 목표는 혼인신고 줄리엣 < 참가자 >
- 2019년 KBS2 《해피투게더 시즌 4》
- 2019년 KBS2《옥탑방의 문제아들》27회 게스트

### 라디오 프로그램
- TBC 라디오 《이덕화 임예진쇼》 (1978 ~ 1979년)
- MBC 라디오 《손창호 임예진 청춘만세》 (1980 ~ 1981년)
- MBC FM 《정오의 희망곡》(1980 ~ 1984년)
- KBS 제2라디오 《이홍렬 임예진의 12시 큐》(2001 ~ 2002년)
- EBS FM 《책 읽는 라디오 낭독 시리즈》(2015년)

### 뮤직 비디오
- 2009년 주현미&서현 - 짜라자짜
- 2011년 티아라 - Roly-Poly

### 광고
- 1976년~1979년 해태제과
- 1979년 태평양화학 아모레푸로틴샴푸
- 1987년~1993년 동국제약 오라메디
- 1995년 삼양식품 대관령김치라면
- 2006년 CJ제일제당 백설 팬솔트
- 2006년 제일헬스사이언스 케펜텍
- 2006년 현대해상화재보험 하이라이프
- 2009년 SK텔링크 국제전화 00700
- 2018년 올만식품 엄마애청춘

## 수상 경력
- 1975년 대종상 신인장려상 《여고 졸업반》
- 2007년 MBC 연기대상 특별상
- 2008년 MBC 방송연예대상 특별상 베스트엔터테이너상
- 2009년 MBC 방송연예대상 버라이어티부문 여자 우수상

## 홍보대사
- 2009년 바로 찧어서 바로 먹기 운동 홍보대사